# Sula (přítok Pečory)
Sula (rusky Сула) je řeka v Něneckém autonomním okruhu v Archangelské oblasti a částečně také na hranicích s Republikou Komi v Rusku. Je dlouhá 353 km. Plocha povodí měří 10 400 km².

## Průběh toku
Pramení na vrchovině Kosminský Kameň v Timanském krjaži. Ústí zleva do Pečory.

### Přítoky
Zleva do ní u obce Kotkino ústí Sojma. Zprava do ní ústí Velká Pula (před soutokem se Sojmou) a za Kotkinem pak Velká Jangyta. 

## Vodní režim
Zdrojem vody jsou sněhové a dešťové srážky. Průměrný roční průtok vody ve vzdálenosti 101 km od ústí činí přibližně 92 m³/s. Zamrzá v říjnu až v listopadu a rozmrzá v květnu až na začátku června.